# 胡克斯頓 (加利福尼亞州)
胡克斯頓（英語：Hookston）是位於美國加利福尼亞州康特拉科斯塔縣的一個非建制地區。該地的面積和人口皆未知。

## 地理
胡克斯頓的座標為37°56′29″N 122°03′10″W / 37.94139°N 122.05278°W，而該地的平均海拔高度為19米（即62英尺）。